# レナウンインクス
株式会社レナウンインクス（Renown Inx Incorporated）は、主に肌着・靴下の製造・販売を手掛けている日本の企業。アツギの100%子会社。

## 概要
2002年2月にレナウンのインナーソックス事業を分社化する形で設立。以降は肌着・靴下の製造・販売を手掛けている。
2020年5月15日に親会社のレナウンが民事再生法適用を申請して経営破綻。レナウンインクスは、レナウンの経営破綻後も継続して事業を継続してきた。レナウンの管財人は、レナウンインクスの譲渡を複数のスポンサー候補と協議していたが、レナウンの管財人と同業のアツギは、2020年8月20日に、レナウンインクス全株式を同年10月1日付でアツギへ譲渡する契約を締結。レナウンインクス全株式は同年10月1日付でアツギへ9億5000万円で譲渡され、レナウンインクスはアツギの連結子会社となった。福島県いわき市にあるいわき事業所の土地・建物もかつての親会社であったレナウンから第三者へ約1億700万円で譲渡され、レナウンインクスはいわき事業所の土地・建物をその第三者から賃貸を受けて操業している。レナウンインクスが手掛けていた事業は、アツギの下で再建が図られることになる。

## 事業所
- 本社 - 東京都江東区有明三丁目4番10号 TFTビル西館7階
- 大阪オフィス - 大阪府大阪市中央区谷町1-7-4 MF天満橋ビル2階
- いわき事業所 - 福島県いわき市小名浜島字高田町31-3

## 沿革
- 2002年2月1日 - レナウンのインナーソックス事業を分社化する形で設立。
- 2020年10月1日 - 株式譲渡により、アツギの完全子会社となる。
- 2021年10月4日 - 福助との間で、紳士靴下・肌着・パジャマ等の販売に関する協業を開始する事に合意[8][9]。